# 云南钩藤
云南钩藤（学名：Uncaria yunnanensis）为茜草科钩藤属下的一个种。其种加词 yunnanensis 意为“云南的”。